# Maurice Goldhaber
Maurice Goldhaber (Leopoli, 18 aprile 1911 – East Setauket, 8 maggio 2011) è stato un fisico austriaco naturalizzato statunitense.
Statunitense dal 1944, fu docente all'università dell'Illinois dal 1945 al 1950 e successivamente lavorò al Brookhaven National Laboratory divenendone direttore nel 1961.
Nel 1934 riuscì con James Chadwick a fotodisintegrare il deuterio, ossia l'isotopo dell'idrogeno con numero di massa 2 (un protone ed un neutrone). Il suo principale contributo è forse l'esperimento che porta il suo nome, svolto nel 1958 in cui (assieme a Lee Grodzins, e Andrew Sunyar) scoprì che l'elicità del neutrino elettronico è negativa. Nel 1998 ha ottenuto il Premio Enrico Fermi dal Dipartimento dell'Energia degli Stati Uniti d'America.